# Misako Yasuda
Misako Yasuda (安田 美沙子 Yasuda Misako?, nascută 21 aprilie,1982, în Sapporo, Hokkaido, Japonia) este o actriță japoneză.